# Эпитестостерон

Эпитестостерон — эндогенный стероид, неактивный эпимер мужского полового гормона тестостерона. Отличается от последнего лишь пространственной изомерией у 17-го атома углерода (см. схему нумерации). 
У мальчиков уровень эпитестостерона преобладает над уровнем тестостерона до начала пубертатного периода, затем он быстро достигает значения, равного приблизительно 1:1.

## История
Впервые эпитестостерон был получен в 1947 году из срезов печени кролика.

## Спорт
В профессиональном спорте атлетов тестируют на соотношение тестостерон/эпитестостерон. Известно, что у молодых мужчин оно обычно равно 1, хотя статистическое распределение имеет дополнительный максимум в области соотношений 0,1—0,2, что характерно для азиатских спортсменов. В 1983 году МОК принял решение, что при превышении значения 6:1 спортсмен может быть наказан за допинг. Всемирное Антидопинговое Агентство снизило это значение до 4:1 в 2005 году. Накоплены данные о возможных индивидуальных вариациях данного соотношения, связанных с вариациями генов, таких как UGT2B17. В связи с этим спортсмен с аномальными показателями T/E может быть подвергнут дополнительному тестированию. Также при превышении допустимой концентрации эпитестостерона в моче свыше 200 нг/мл проба спортсмена может быть объявлена положительной.    

## Рекомендуемая литература
- Обзор 2003 года: Stárka L. Epitestosterone (англ.) // J. Steroid Biochem. Mol. Biol.[англ.] : journal. — 2003. — October (vol. 87, no. 1). — P. 27—34. — PMID 14630088.

Тестостерон http://athletics.in.ua/Stati/Pitanie-i-farmakologiya/testosteron.html (недоступная+ссылка)